# Brakwater hoorntjeswier
Brakwater hoorntjeswier (Ceramium diaphanum) is een roodwier dat behoort tot de familie Ceramiaceae van de orde Ceramiales.

## Beschrijving
Brakwater hoorntjeswier is een kleine draadalg, roodbruin van kleur, die vast of los groeit in massa's met hoogte tot 20 cm. De takken groeien pseudochotoom, de thallustoppen zijn sterk naar binnen gekruld. De corticatie (schorscellen) is onvolledig; dit betekent dat er gebandeerd patroon ontstaat met rechte grenzen. De rhizoïden zijn meercellig. 

## Verspreiding
Brakwater hoorntjeswier komt voor in de noordelijke Atlantische Oceaan. Is wijdverspreid in Ierland, Engeland en Schotland. Deze soort is ook gerapporteerd vanuit Noorwegen en de Verenigde Staten van Amerika. Brakwater hoorntjeswier groeit als aangehechte of losse bosjes op andere algen en zeegras vanaf de lage kust tot 3 meter diep. 